# Игровой порт

Символ порта

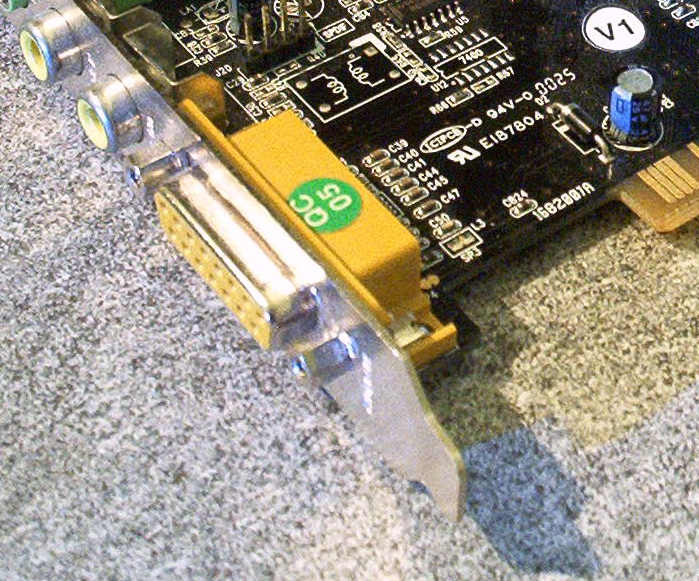
Игровой порт на звуковой карте

Игровой порт (Gameport/MIDI-port) — разъём ввода-вывода, применяется для подключения аналогового игрового манипулятора или музыкального синтезатора / миди-клавиатуры / миди-контроллеров.
Gameport появился вскоре после разработки первых IBM PC. У классической Amiga игровых портов было два: для мыши и для джойстика.
Игровой порт поддерживает следующие аналоговые сигналы: четыре оси (Х1, Y1, Х2, Y2) и четыре кнопки. Всё, что выходит за эти рамки, поддерживается в цифровом виде при помощи специальных нестандартных интерфейсов.
Современные игровые манипуляторы оснащаются более универсальным интерфейсом USB.
В Игровой порт дополнительно интегрирован MIDI-интерфейс для подключения цифровых музыкальных инструментов (прослеживается тенденция по переходу цифровых музыкальных инструментов на интерфейс USB).

## Достоинства
- Надёжность, связанная с конструктивом разъёма и защитой по питанию в большинстве материнских плат;
- Поддержка в большинстве существующих ОС (UNIX, DOS, AmigaOS, Windows XP и более ранними версиями Microsoft Windows, ОС на ядре Linux и др.).

## Недостатки
- Низкая пропускная способность порта;
- Ограниченные возможности (отсутствие дополнительных кнопок);
- Большая загрузка ЦП (только PC-архитектура, на Amiga — специальный чип);
- Не поддерживается Microsoft Windows Vista, 7, 8, 8.1, 10 и 11;
- Прекращено производство и продажа игрового оборудования (например, джойстиков) для стандартного игрового порта, материнских плат и звуковых карт со стандартным игровым портом.

## Разъём

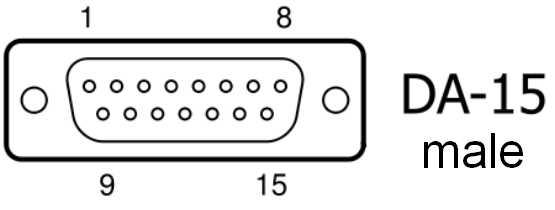
Распиновка игрового порта

15-штырьковый, типа DB-15
| Вилка (устанавливается на кабеле) | Розетка (устанавливается на корпусе компьютера) |
| № вывода                          | Описание                                        |
| --------------------------------- | ----------------------------------------------- |
| 1                                 | Питание, + 5В                                   |
| 2                                 | Клавиша 1, джойстик А                           |
| 3                                 | Ось X, джойстик А                               |
| 4                                 | Земля                                           |
| 5                                 | Земля                                           |
| 6                                 | Ось Y, джойстик А                               |
| 7                                 | Клавиша 2, джойстик А                           |
| 8                                 | Питание, + 5В                                   |
| 9                                 | Питание, + 5В                                   |
| 10                                | Клавиша 1, джойстик В                           |
| 11                                | Ось X, джойстик В                               |
| 12                                | MIDI Out                                        |
| 13                                | Ось Y, джойстик В                               |
| 14                                | Клавиша 2, джойстик В                           |
| 15                                | MIDI In                                         |